# 東勢鄉
東勢鄉，舊稱「東勢厝」，位於臺灣雲林縣西部嘉南平原之上，地處雲林海線中心位置，故設有交通部公路總局嘉義區監理所雲林監理站東勢分站，總面積為48.3562平方公里，行政區共有12村分為東南、東北、嘉隆、程海、龍潭、安南、新坤、四美、同安、昌南、月眉、復興。
東勢鄉除為全臺養鵝重鎮外，生產胡蘿蔔亦占全臺產量二分之一。近年來參加日本東京食品展等國際活動，農特產品已打開外銷市場，胡蘿蔔銷往日本的訂單穩定成長。因台塑六輕麥寮工業區及台61線、台78線快速公路開通，使湖仔內交流道、東勢交流道成為麥寮鄉、四湖鄉、臺西鄉等地之交通樞紐。因交通流量龐大，縣道153號業已完成拓寬取直工程，拓寬為四線道縮短與麥寮鄉之車行時間。

## 歷史
乾隆三十年間，有位黃東興家族自福建省晉江縣遷往，嗣後繼續遷來者激增，不久構成一大部落，因此人旺勢振又位於海口部落東面，因而稱東勢厝。
1920年臺灣行政劃分五州三廳，設海口庄，隸屬臺南州虎尾郡。1945年臺灣由中華民國接管後，隸屬臺南縣虎尾區海口鄉。1946年9月22日，東勢立鄉，與海口鄉（後改名「臺西鄉」）分治。1950年10月25日調整行政區域調整，東勢鄉改隸雲林縣。

## 人口
根據雲林縣麥寮戶政事務所統計，2024年底東勢鄉戶數約5.8千戶，人口約1.3萬人，鄉內人口最多與最少的村分別是同安村與復興村，2024年底兩村人口分別為1,931人與533人。

## 政治

### 歷任首長
| 任次  | 姓名   | 備註 |
| ----- | ------ | ---- |
| 1     | 許 福  |      |
| 2     | 許 福  |      |
| 3     | 黃文斗 |      |
| 4     | 黃文斗 |      |
| 5     | 黃 麻  | 辭職 |
| 5補選 | 黃重銘 |      |
| 6     | 黃重銘 |      |
| 7     | 蕭文益 |      |
| 8     | 蕭文益 |      |
| 9     | 黃德鴻 |      |
| 10    | 黃德鴻 |      |
| 11    | 黃水木 |      |
| 12    | 林勝國 |      |
| 13    | 黃德鴻 |      |
| 14    | 黃德鴻 |      |
| 15    | 陳志揚 |      |
| 16    | 陳志揚 |      |
| 17    | 林維戊 |      |
| 18    | 林維戊 |      |
| 19    | 張健福 | 現任 |

### 鄉政組織
東勢鄉公所是東勢鄉最高層級的地方行政機關，在中華民國政府架構中為鄉自治的行政機關，同時負責執行縣政府及中央機關委辦事項，東勢鄉的自治監督機關為雲林縣政府。鄉長由全體鄉民直接選舉產生，任期為四年，可連選連任一次。東勢鄉公所並置鄉政會議，為鄉政最高決策機構，在鄉長之下，設有5課4室等9個內部單位及5個附屬機關。
東勢鄉民代表會是東勢鄉的最高民意機關，代表東勢鄉全體鄉民立法和監察鄉政。鄉民代表由公民直選選出，任期為四年，可連選連任。東勢鄉民代表會共有11位鄉民代表，分別為第一選區3席鄉民代表、第二選區3席鄉民代表、第三選區3席鄉民代表、第四選區2席鄉民代表，主席、副主席由11位鄉民代表互選產生。

### 行政區
現今東勢鄉行政範圍的確立，來自於1946年9月22日，將同安厝、月眉、牛埔頭、東勢厝、程海厝、路利潭、下許厝寮、番子寮、火燒牛稠等地由海口鄉（今臺西鄉）獨立出來，升格為東勢鄉，屬臺南縣虎尾區。1950年，調整行政區域，東勢鄉改隸新成立的雲林縣。東勢鄉的行政區劃轄有四美村、新坤村、同安村、安南村、昌南村、龍潭村、東南村、東北村、復興村、月眉村、程海村、嘉隆村等12個村，共計213鄰。

### 其他政府機關
- 雲林縣警察局臺西分局東勢分駐所、安南派出所
- 雲林縣政府消防局第三大隊東勢分隊
- 交通部公路局嘉義區監理所雲林監理站東勢分站：東勢鄉位於雲林海線中心位置交通便捷，交通部公路局鑒於服務雲林縣沿海地區民眾，免於奔波嘉義區監理所或雲林監理站，乃於1982年2月10日核准設立東勢監理分站。

## 經濟

### 連鎖飲料店
- 茶的魔手
- TEA'S原味
- 我家悠閒站

### 便利超商
- 全家便利商店
- 7-ELEVEN

### 超級市場
- 全聯
- 省錢超市

## 文化

### 信仰
- 台灣基督長老教會東勢教會：位於東勢市區東側東勢東路上，創建於1930年1月1日，已有92年歷史。由台南諸教會與女宣等合力創設，為東勢鄉之基督信仰中心，亦為雲林少數非北港教會或西螺教會系統之教會。

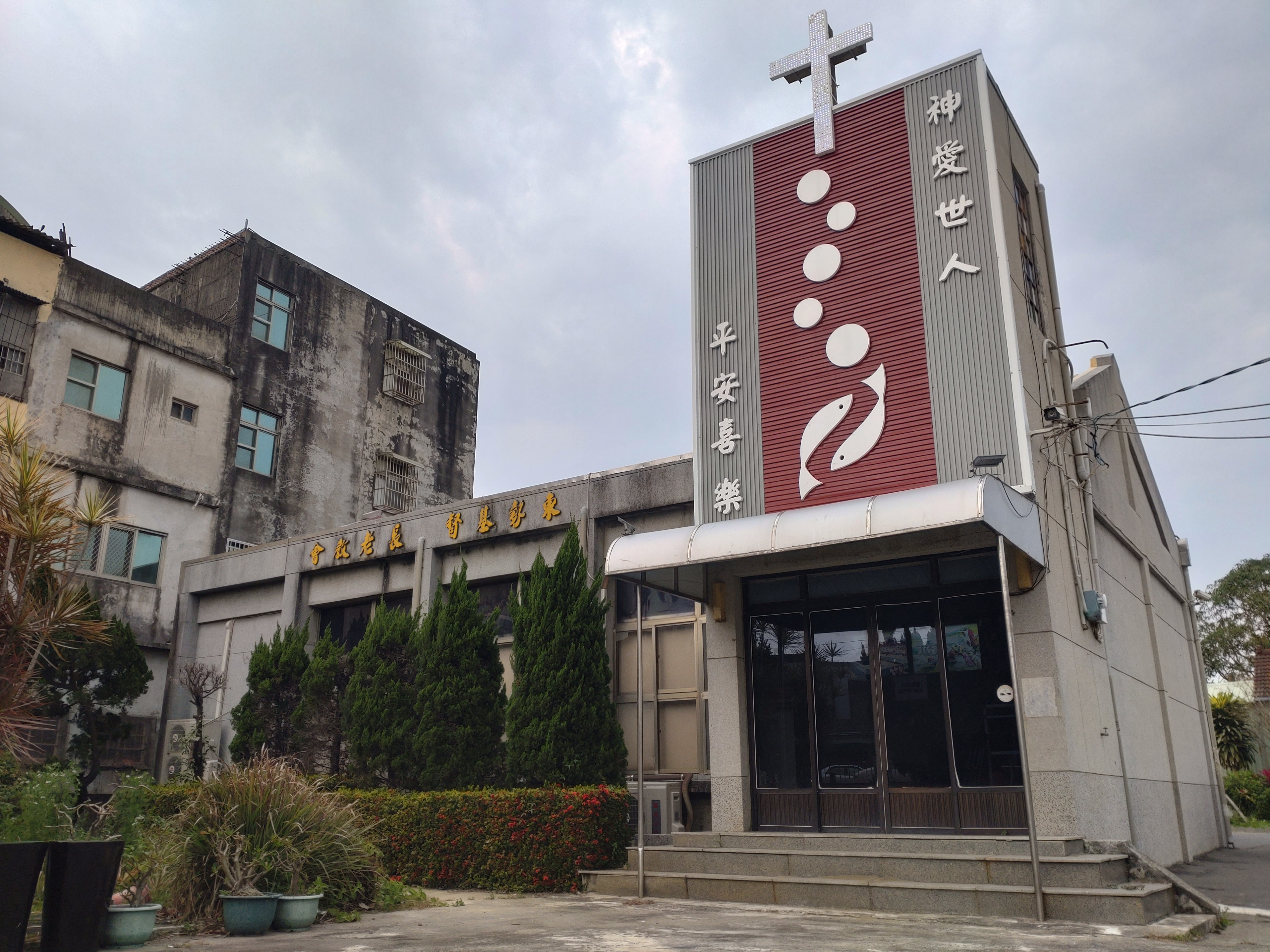
東勢教會禮拜堂
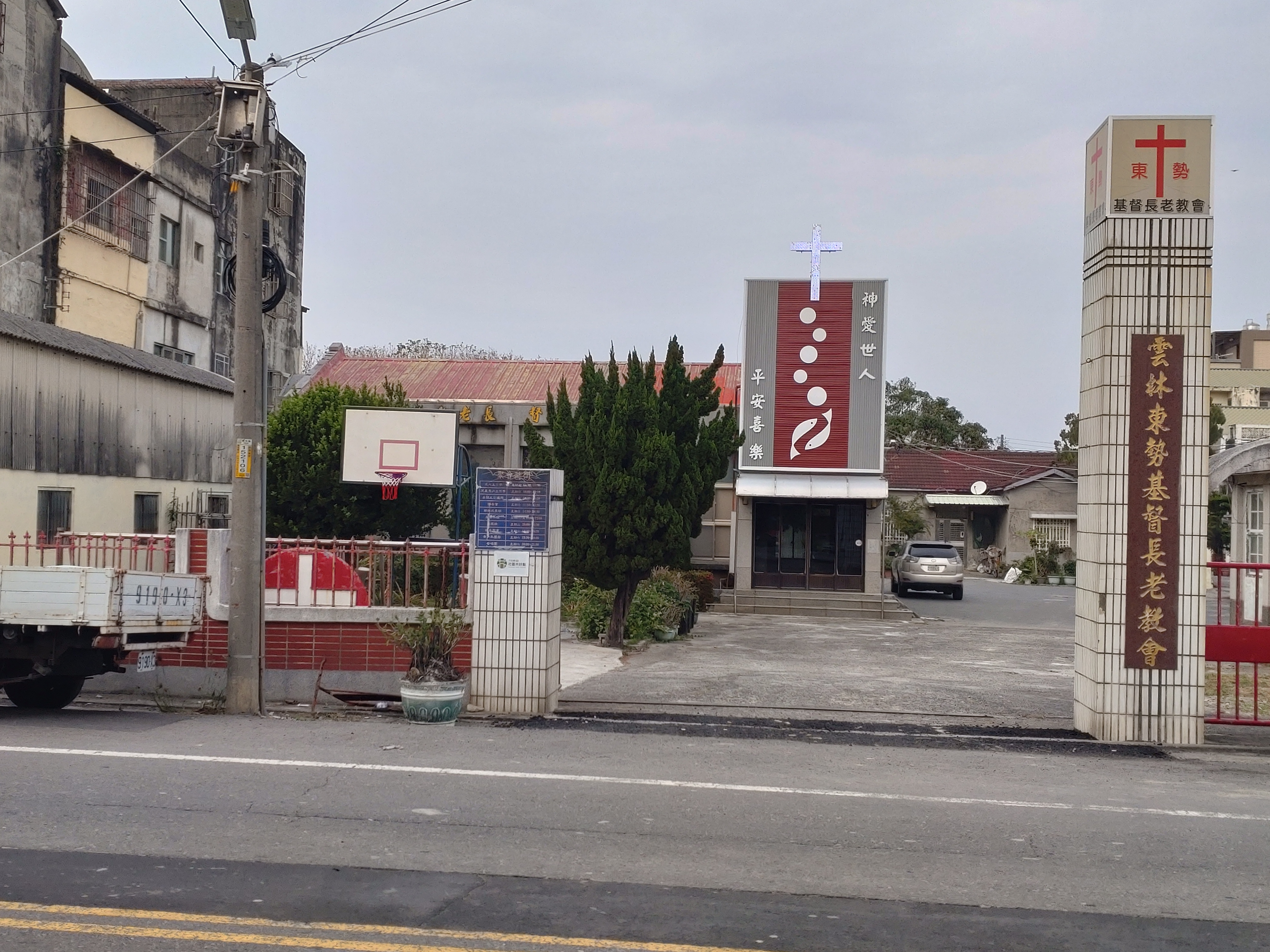
東勢教會全景圖

### 吃飯擔
吃飯擔是臺灣雲林縣的一種習俗活動，褒忠鄉、東勢鄉在每年元宵都會出現這場一年一度的宗教盛事，由各村的庄頭輪流主辦。據傳清朝就已有這項習俗，因當時瘟疫盛行，村民們恭請馬鳴山鎮安宮主祀的五年千歲出巡掃除瘟疫，村民們為答謝神明而舉辦「飯擔」，也犒賞繞境、陣頭的隊伍，一直延續下來已有百年歷史，也因此日漸吸引很多人來吃，使飯擔演變成「吃飯擔」一種元宵的廟會活動，與平溪天燈、鹽水蜂炮齊名。
由於村民們將料理好的油飯、羊肉湯、米糕、肉羹、竹筍湯都用擔子扛在肩上，然後徒步走進田野中席宴，但因為每年吃飯擔的人數逐漸增多，2011年更號稱有10萬名食客來饗宴，因此開飯時間不一定，大約在下午2時或3時開飯。吃飯擔的準備是在田中央，在餐後散筵之際，造成現場都會留下散佈很多地方的垃圾，因此必須仰賴村民或志工去撿拾，使田野環境恢復原貌。
2014年成功於東勢鄉昌南村舉行了2014吃飯擔文化節，吸引了許多遊客和信眾前來田野中吃飯擔，而且每個村莊廟宇也各自派出陣頭一同歡慶，熱鬧非凡。

### 名產與伴手禮
東勢鄉的名產有水稻、花生、胡蘿蔔、蒜頭、甘蔗、柴胡、蝴蝶蘭等，以及花生糖、茶鵝等伴手禮。

## 教育

### 國民中學
- 雲林縣立東勢國民中學

### 國民小學
- 雲林縣東勢鄉東勢國民小學
- 雲林縣東勢鄉同安國民小學
- 雲林縣東勢鄉龍潭國民小學
- 雲林縣東勢鄉安南國民小學
- 雲林縣東勢鄉明倫國民小學

## 交通

### 公路
- 台17線
- 台61線
  - 湖仔內交流道（224）
- 台78線（東西向快速道路 台西－古坑線）
  - 東勢交流道（8）
- 縣道153號：麥寮鄉－東勢鄉
- 縣道158號：東勢鄉－褒忠鄉
  - 縣道158甲線：台西鄉－東勢鄉

### 公車資訊
- 統聯客運
  - 1635 臺北－虎尾－四湖鄉
  - 1666 臺西－四湖－東勢－高鐵雲林站
  - 7002 四湖－臺北市
- 臺西客運
  - 7108 虎尾－有才寮－崙豐
  - 7109 虎尾－臺西－崙豐
  - 7111 虎尾－臺西－麥寮
- 嘉義客運
  - 7220 北港－溪底－東勢厝

## 旅遊
- 空軍十八將軍祠[16]
- 東勢鐵馬道：日治時期雲林平原為重要之甘蔗原料供應產地，為利於原料之運輸，故建造虎尾糖廠鐵路馬公厝線，沿路經過土庫鎮、褒忠鄉、東勢鄉等鄉鎮，東勢鐵馬道部分路線依循舊糖鐵路線，並保留甘蔗裝車站等歷史文物，輔以臺灣糖業發展史之解說資料，是體驗平原風光的好路線。

## 外部連結
- 東勢鄉公所 （页面存档备份，存于）
- 東勢夯的Facebook專頁